# Yōichi Takabayashi
Yōichi Takabayashi (高林陽一 Takabayashi Yōichi?) Kioto, 29 de abril de 1931 – Kioto, 15 de julio de 2012, fue un director, guionista, director de fotografía y editor japonés.

## Biografía
Originario de Kioto, Yōichi Takabayashi era hijo de un diseñador de patrones de kimonos. Después de estudiar en la Universidad de Ritsumeikan, comenzó su carrera como director rodando cortometrajes en 8 y 16 milímetros y se convirtió en un pionero del cine japonés experimental e independiente. Sus cortometrajes realizados en los 60, como Ishikkoro, tuvieron una gran influencia en los cineastas de vanguardia japoneses y le otorgaron premios en el Filmvideo - Mostra Internazionale del Cortometraggio di Montecatini Terme, en el Festival de Cine de Salerno y en el Festival Internacional de Cinema Experimental de Knokke-le-Zoute.
Yōichi Takabayashi hizo su primer largometraje en 1970. A mediados de los 70, tres de sus películas fueron producidas por el Art Theatre Guild incluida  Kinkaku-ji de 1976, una adaptación del cuento homónimo de Yukio Mishima. En 1982 su película La Femme tatouée, la historia de una mujer que participa en un extraño ritual al aceptar que se le tatúe la espalda por amor, fue presentada a la Quincena de Realizadores en Cannes.
Yōichi Takabayashi murió de neumonía a los 81 años el 15 de julio de 2012 en Kyoto.

## Filmografía

### Coma director
- 1959 : Namu (南無?) (cortometraje)
- 1960 : Ishikkoro (石っころ?) (cortometraje)
- 1961 : Kyōto (京都?) (cortometraje)
- 1963 : Suna (砂?) (cortometraje)
- 1965 : Musashino (武蔵野市?)[7](curtmetratge)
- 1970 : Subarashii jōki kikan-sha (すばらしい蒸気機関車?)
- 1973 : Gaki zōshi (餓鬼草紙 Gaki zōshi?)[8]
- 1975 : Saigo no jōki kikan-sha  (最後の蒸気機関車?)
- 1975 : Honjin satsujin jiken (本陣殺人事件 Honjin satsujin jiken?)[9]
- 1976 : Kinkaku-ji (金閣寺 Kinkaku-ji?)[10]
- 1977 : Nishijin shinjū (西陣心中?)
- 1978 : Ōjō anraku-koku (往生安楽国?)
- 1980 : Naomi (ナオミ?)
- 1980 : The Woman (ザ・ウーマン Za. wuman?)
- 1981 : Kura no naka (蔵の中?)
- 1982 : Sekka tomurai zashi (雪華葬刺し Sekka tomurai zashi?)[11]
- 1982 : Akai sukyandaru jōji (赤いスキャンダル 情事?)
- 1988 : Tamashii asobi hōkō (魂遊び ほうこう?)
- 2003 : Ainakushite (愛なくして?)
- 2005 : Benchi no aru fūkei (ベンチのある風景?)
- 2007 : Hate e no tabi (涯てへの旅?)

### Como actor
- 1979 : La última aventura de Kōsuke Kindaichi (金田一耕助の冒険 Kindaichi Kosuke no boken?) de Nobuhiko Ōbayashi : un pescador
- 1983 : Toki o kakeru shōjo (時をかける少女?) de Nobuhiko Ōbayashi : hombre del almacén de relojes
- 1983 : Nawa to chibusa (縄と乳房?) de Masaru Konuma : gentleman en kimono

## Distinciones

### Premis
- Años 1960 : Premio de oro en la Mostra Internazionale del Cortometraggio di Montecatini Terme y premio de plata en el Festival de Cine de Salerno por Ishikkoro[5]
- 1963 : Premio Especial del Jurado en el Festival Internacional de Cine Experimental de Knokke-le-Zoute por Suna (Sorra)
- 1973 : Gran Premio en el Festival Internacional de Cine de Mannheim-Heidelberg por Gaki zōshi

### Selecciones
- Honjin satsujin jiken se presenta en competición para el Oso de Oro en el Festival de Cine de Berlín de 1976
- Sekka tomurai zashi se presenta en la Quincena de Realizadores del Festival de Cine de Cannes de 1982[4]